# Championnat d'Arabie saoudite de football 1985-1986
Navigation
Saison précédente Saison suivante
La saison 1985-1986 du Championnat d'Arabie saoudite de football est la dixième édition du championnat de première division en Arabie saoudite. La Premier League regroupe les douze meilleurs clubs du pays, réparties en deux poules, où ils s'affrontent deux fois au cours de la saison, à domicile et à l'extérieur. À la fin de la compétition, les deux derniers du classement sont relégués et remplacés par les deux meilleurs clubs de deuxième division.
C'est le club d'Al-Hilal FC, tenant du titre, qui remporte à nouveau le championnat en terminant en tête du classement final, devant Al Ittihad et Al Nasr Riyad. C'est le 4e titre de champion d'Arabie saoudite de l'histoire du club.

## Les clubs participants
| - Al Nasr Riyad - Al-Hilal FC - Al Ahli - Al Ittihad - Al Wehda - Al Ta'ee Ha'il - Promu de D2 | - Al Qadisiya Al Khubar - Al Shabab Riyad - Al Riyad SC - Al Kawkab - Promu de D2 - Ettifaq FC - Al-Nahda |

## Compétition

### Première phase
Seul le classement des équipes est connu.

#### Groupe A
| Rang | Équipe           | Pts | J  | G | N | P | Bp | Bc | Diff |
| ---- | ---------------- | --- | -- | - | - | - | -- | -- | ---- |
| 1    | Al Nasr Riyad    |     | 10 |   |   |   |    |    |      |
| 2    | Al-Hilal FC T    |     | 10 |   |   |   |    |    |      |
| 3    | Al Ahli          |     | 10 |   |   |   |    |    |      |
| 4    | Al Ta'ee Ha'il P |     | 10 |   |   |   |    |    |      |
| 5    | Al Riyad SC      |     | 10 |   |   |   |    |    |      |
| 6    | Al-Nahda         |     | 10 |   |   |   |    |    |      |

|  | Qualification pour la poule pour le titre          |
|  | Participation à la poule de classement             |
|  | Participation à la poule de relégation             |
|  | T : Tenant du titre P : Promu de deuxième division |

#### Groupe B
| Rang | Équipe                | Pts | J  | G | N | P | Bp | Bc | Diff |
| ---- | --------------------- | --- | -- | - | - | - | -- | -- | ---- |
| 1    | Al Ittihad            |     | 10 |   |   |   |    |    |      |
| 2    | Al Wehda              |     | 10 |   |   |   |    |    |      |
| 3    | Ettifaq FC            |     | 10 |   |   |   |    |    |      |
| 4    | Al Shabab Riyad P     |     | 10 |   |   |   |    |    |      |
| 5    | Al Kawkab P           |     | 10 |   |   |   |    |    |      |
| 6    | Al Qadisiya Al Khubar |     | 10 |   |   |   |    |    |      |

|  | Qualification pour la poule pour le titre          |
|  | Participation à la poule de classement             |
|  | Participation à la poule de relégation             |
|  | T : Tenant du titre P : Promu de deuxième division |

### Seconde phase

#### Poule pour le titre
| Rang | Équipe        | Pts | J | G | N | P | Bp | Bc | Diff |
| ---- | ------------- | --- | - | - | - | - | -- | -- | ---- |
| 1    | Al-Hilal FCT  |     | 6 |   |   |   |    |    |      |
| 2    | Al Ittihad    |     | 6 |   |   |   |    |    |      |
| 3    | Al Nasr Riyad |     | 6 |   |   |   |    |    |      |
| 4    | Al Wehda      |     | 6 |   |   |   |    |    |      |

|  | Qualification pour la Coupe des clubs champions du golfe Persique 1987 et pour la Coupe des clubs champions arabes de football 1987 |
|  | Qualification pour la Coupe des clubs champions arabes de football 1987                                                             |
|  | T : Tenant du titre |

#### Poule de classement
| \| Rang \| Équipe \| Pts \| J \| G \| N \| P \| Bp \| Bc \| Diff \| \| ---- \| ---------------- \| --- \| - \| - \| - \| - \| -- \| -- \| ---- \| \| 1 \| Al Ta'ee Ha'il P \| \| 6 \| \| \| \| \| \| \| \| 2 \| Al Ahli \| \| 6 \| \| \| \| \| \| \| \| 3 \| Ettifaq FC \| \| 6 \| \| \| \| \| \| \| \| 4 \| Al Shabab Riyad \| \| 6 \| \| \| \| \| \| \| |                  |     |   |   |   |   |    |    |      |
| Rang | Équipe           | Pts | J | G | N | P | Bp | Bc | Diff |
| 1 | Al Ta'ee Ha'il P |     | 6 |   |   |   |    |    |      |
| 2 | Al Ahli          |     | 6 |   |   |   |    |    |      |
| 3 | Ettifaq FC       |     | 6 |   |   |   |    |    |      |
| 4 | Al Shabab Riyad  |     | 6 |   |   |   |    |    |      |

#### Poule de relégation
| Rang | Équipe                | Pts | J | G | N | P | Bp | Bc | Diff |
| ---- | --------------------- | --- | - | - | - | - | -- | -- | ---- |
| 1    | Al Qadisiya Al Khubar |     | 6 |   |   |   |    |    |      |
| 2    | Al-Nahda              |     | 6 |   |   |   |    |    |      |
| 3    | Al Kawkab P           |     | 6 |   |   |   |    |    |      |
| 4    | Al Riyad SC           |     | 6 |   |   |   |    |    |      |

|  | Relégation en deuxième division |
|  | P : Promu de deuxième division  |

## Bilan de la saison
| Championnat d'Arabie saoudite de football 1985-1986 |                        |
| Champion                                            | Al-Hilal FC (4e titre) |
| Coupes et trophées                                  |                        |
| Vainqueur de la Coupe d'Arabie saoudite 1985-1986   | Non disputée           |
| Qualifications continentales                        |                        |
| Coupe des clubs champions du golfe Persique 1987    | Al-Hilal FC            |
| Coupe des clubs champions arabes de football 1987   | Al-Hilal FC            |
| Coupe des clubs champions arabes de football 1987   | Al Ittihad Djeddah     |
| Promotions et relégations                           |                        |
| Promus en Premier League                            | Al-Raed                |
| Promus en Premier League                            | Al Ansar Médine        |
| Relégués en First Division                          | Al Kawkab              |
| Relégués en First Division                          | Al Riyad SC            |